# Kensuke Kagami
Kensuke Kagami (加賀見 健介 Kagami Kensuke?), född 21 november 1974 i Saitama prefektur, är en japansk före detta fotbollsspelare.
Kagami började sin karriär 1997 i Tokyo Gas (FC Tokyo). 2000 blev han utlånad till Oita Trinita. 2002 blev han utlånad till Kawasaki Frontale. Han avslutade karriären 2003.